# Lernaeenicus multilobatus
Lernaeenicus multilobatus is een eenoogkreeftjessoort uit de familie van de Pennellidae. De wetenschappelijke naam van de soort is voor het eerst geldig gepubliceerd in 1959 door Lewis.